# Selección de rugby league de Tonga

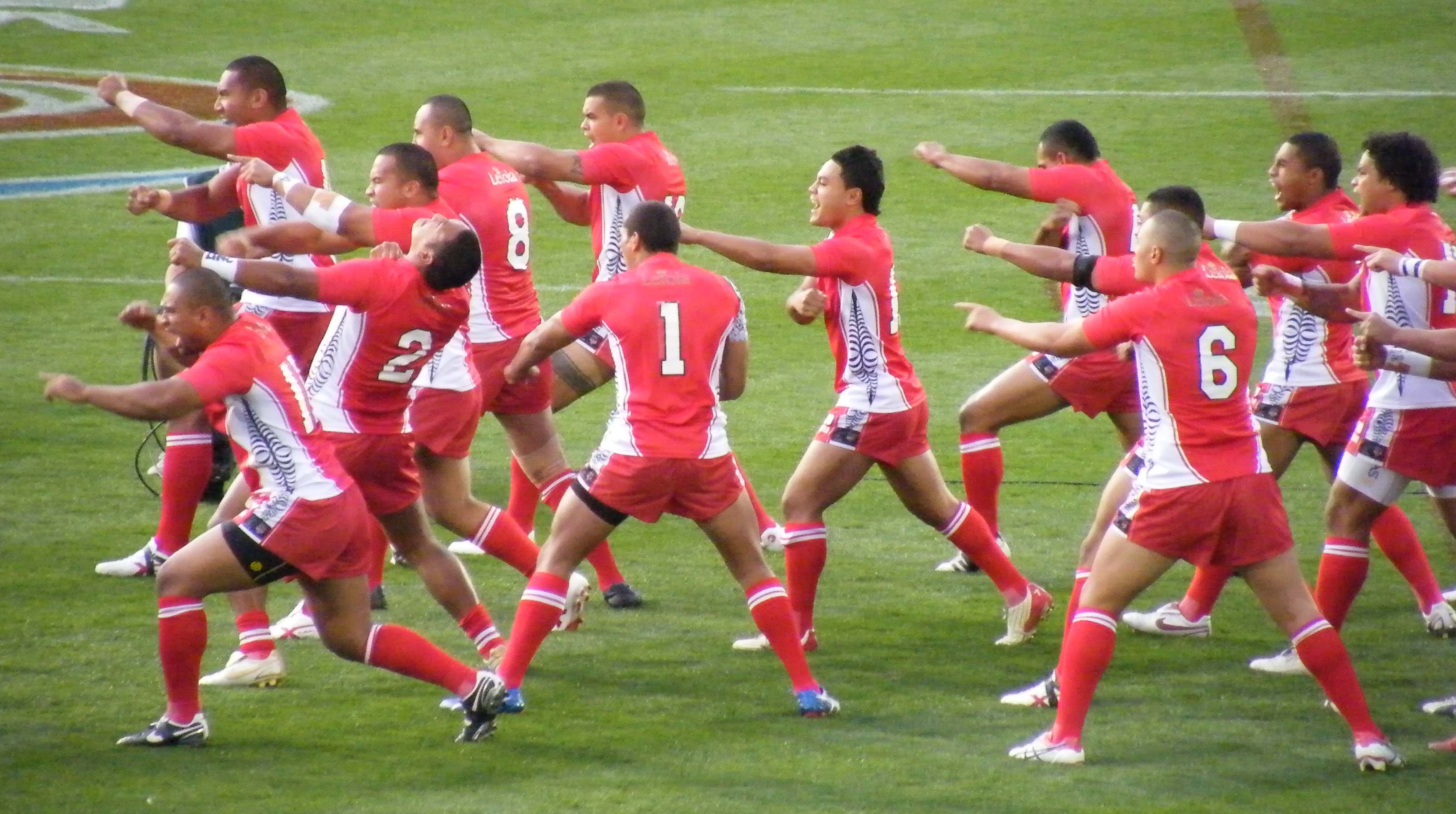
Sipi Tau, es la danza ritual que realiza antes de los partidos

La selección de rugby league de Tonga representa a Tonga en competiciones de selecciones nacionales de rugby league.
Su apodo es "Mate Ma'a Tonga", y utiliza vestimenta roja con vivos blancos.
El ente encargado de la selección es la Tonga National Rugby League.
Está afiliado a la Asia-Pacific Rugby League Confederation.
Su mejor participación en la Copa del Mundo de Rugby League fue en la edición de 2017, en las cual logró instalarse en semifinales.

## Palmarés
Pacific Cup
- Campeón (3): 1994, 1998, 2006
- Subcampeón (2): 1992, 2004

Juegos del Pacífico
- Medalla de bronce: 2015

## Participación en copas

#### Copa del Mundo de Rugby League
- 1954 al 1989/92: sin  participación
- 1995 : fase de grupos
- 2000 : fase de grupos[1]
- 2008 : fase de grupos[2]
- 2013 : fase de grupos[3]
- 2017 : semifinales[4]
- 2021 : cuartos de final
- 2026 : clasificado

#### Pacific Rugby League Championship
- 2019 : 3° puesto (último zona A)
- 2023 : no participó
- 2024 : 2° puesto